# Cathédrale Sainte-Marie de Fürstenwalde
La cathédrale Sainte-Marie (en allemand : Dom St. Marien) est une église protestante de la ville de Fürstenwalde dans le land de Brandebourg, en Allemagne. L'ancienne cathédrale catholique a été construit au XVe siècle et fut le siège épiscopal des évêques de Lebus jusqu'à la Réforme. Aujourd'hui, c'est une église paroissiale de l'Église protestante Berlin-Brandebourg-Haute Lusace silésienne.

## Historique
L'évêché de Lebus appartenant à l'archidiocèse de Gniezno a été fondé par le duc polonais Boleslas III Bouche-Torse au XIIe siècle. Depuis le milieu du XIIIe siècle, il tomba sous l'influence des archevêques de Magdebourg et des margraves de Brandebourg (« Nouvelle-Marche »). Au cours des querelles, le siège épiscopal a dû être successivementa transféré ; en 1373, l'église cathédrale de Lebus a été détruite et n'a pas été reconstruite. 
Au nouveau siège de l'évêché, dans la ville de Fürstenwalde sur la rivière Sprée, la cathédrale Sainte-Marie fut consacrée, en
vertu de l'approbation pontificale, en 1385. Elle accueille également les tombes des évêques. Cette première église était détruite en 1432 par les forces rebelles des hussites.

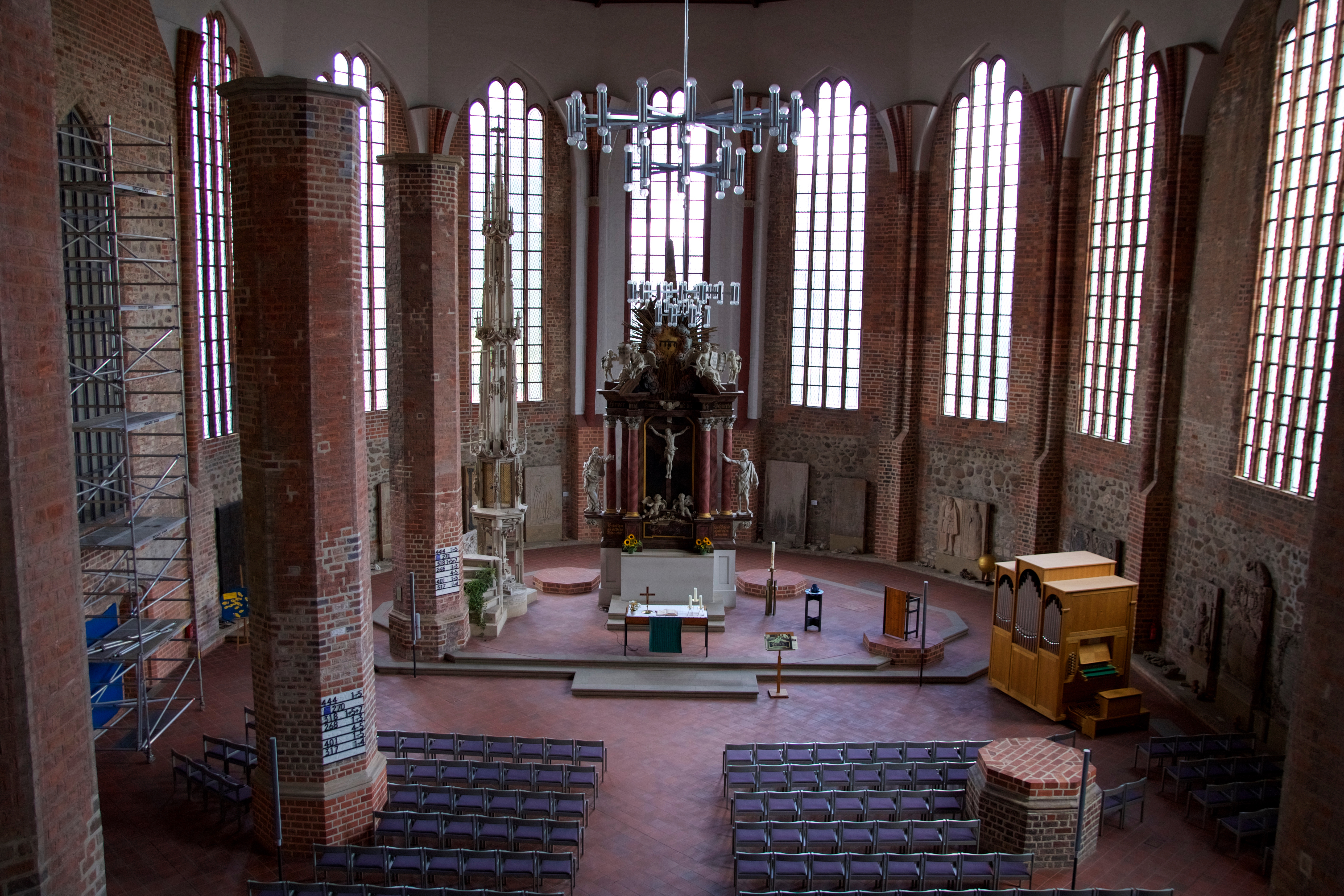
Intérieur.

La construction de l'actuel bâtiment a commencé en 1446 dans un style gothique. Après la mort du dernier évêque catholique en 1555, le diocèse passe sous la domination du prince Joachim III Frédéric, fils de l'électeur Jean II Georges de Brandebourg et administrateur luthérien de l'archevêché de Magdebourg. Le 12 avril 1557, Joachim III et son frère cadet Jean de Custrin célébrèrent le premier office religieux protestant en la cathédrale Sainte-Marie.
Au XVIIIe siècle, jusqu'en 1771, l'édifice a été amplement modifié dans un style baroque pour être remodifié dans un style gothique dans les années de 1908 à 1910.
Le bâtiment a été presque complètement détruit durant la deuxième guerre mondiale. La reconstruction s'est achevée en 1995.

## Dimensions
Les dimensions de l'édifice sont les suivantes:
- Hauteur intérieure : 19,8 m
- Hauteur de la tour : 68 m